# Cronologia analògic-digital
Aquesta pàgina serveix de cronologia per mostrar quan es van fabricar per primera vegada dispositius analògics amb circuits i sistemes digitals.
- 1642 : Blaise Pascal inventa la calculadora mecànica.[1][2] Aquesta calculadora podria funcionar a la base 6, 10, 12 i 20.
- 1820 : Thomas de Colmar inventa l'aritmòmetre. La seva producció el 1851 marca el començament de la indústria de les calculadores mecàniques.[3]
- 1822 : Motor de diferències: primer ordinador mecànic creat per Charles Babbage.
- 1837 : Motor analític: ordinador mecànic d'ús general creat per Charles Babbage.
- 1843 : màquina de fax: un recanvi digitalitzat, rasteritzat i digitalitzat del telautògraf analògic vectoritzat. " La vida secreta de la màquina de fax " de Tim Hunkin
- 1847 (?) : piano roll: un enregistrament digital del qual es reproduïen notes.
- 1877 : disc de gramòfon: un enregistrament analògic que substitueix més o menys el rotlle de piano digital.
- 1921 : Edith Clarke patentà la "calculadora Clarke", una calculadora gràfica per simplificar els càlculs d'inductància i capacitat de les línies de transmissió elèctriques.[4]
- Als anys 20, Bell Labs va dissenyar el primer altaveu digital. El producte es va abandonar abans del seu llançament a causa del cost, la mida, la poca fiabilitat i la poca practicitat general. Tot i que molts altaveus analògics tenen etiquetes que diuen "digitals", avui en dia els altaveus digitals no estan disponibles comercialment. Altaveus digitals
- 1940 (?) Comptabilitat amb Charga-Plates per imprimir números de compte, en lloc d'escriure’ls a mà.
- 1941, ordinador: Konrad Zuse desenvolupa el primer ordinador digital, el Z3 (ordinador)
- 17 de novembre de 1947, Transistor: John Bardeen, Walter Brattain i Bill Shockley a AT&T Bell Labs van fabricar el primer transistor.
- 1951, enregistrament d'àudio: Geoff Hill reprodueix la primera gravació d'àudio digital de March's del coronel Bogey.[5]
- 1954, el voltímetre digital substitueix el galvanòmetre analògic.
- 1970, Watch : Pulsar (rellotge) va ajudar a Hamilton Watch Company a fer real el prototipus del rellotge digital que Hamilton Watch Co. va dissenyar per a la pel·lícula del 1968 2001: A Space Odyssey. El rellotge es va completar el 1972 i es va vendre per 2.100 dòlars EUA. Mireu # Digital
- 1973, Servei telefònic: El primer missatge de telèfon digital es va transmetre a través del sistema ARPANET.
- Desembre de 1975, imatge fixa: l'enginyer de Kodak, Steven Sasson, crea la primera càmera digital que pesa vuit quilos i guarda les imatges en una cinta de casset. El temps d'exposició va ser de 23 segons. Càmera digital # Desenvolupament primerenc
- 1979 (?), Disc compacte
- 1982, Enregistrament de vídeo: es va posar a disposició la primera tecnologia de vídeo digital.
- 1 de març de 1997, Player Piano: QRS i Baldwin col·laboren per produir el primer piano compatible amb MIDI.
- 13 de febrer de 1998, Player Violin : QRS patentà el primer violí reproductor compatible amb MIDI.
- 1 d'octubre de 1998, Televisió: British Sky Broadcasting llança la primera xarxa de televisió digital. British Sky Broadcasting # Move to Digital
- 31 de gener de 2005, Targeta de crèdit: Fujitsu patentà el Wireless Wallet, un telèfon mòbil que també funciona com a targeta de crèdit electrònica per a transaccions més segures.

- (?) filtre digital
- (?) targeta de banda magnètica, una substitució encara més digital de Charga-Plates
- (?) targeta intel·ligent, una substitució encara més digital de la targeta de banda magnètica